# Jean-François de Troy

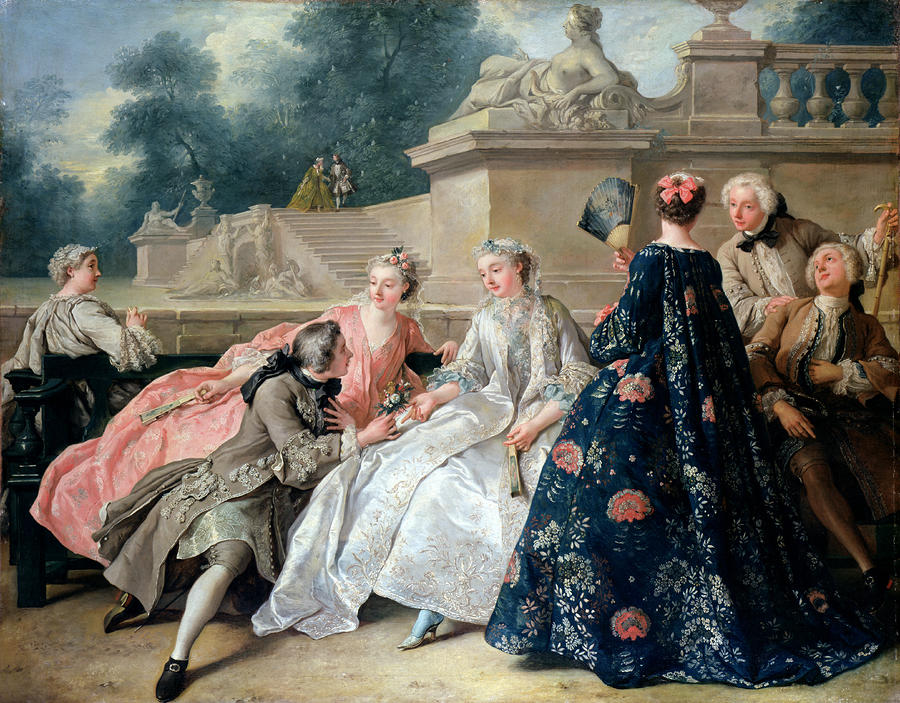
La declaración de Amor (1735)

Jean-François de Troy (París, 27 de enero de 1679—Roma, 26 de enero de 1752) fue un pintor francés de estilo rococó.
Miembro de una familia de pintores, su padre, el retratista François de Troy (1645-1730), le inició en la pintura y le animó a viajar a Italia, paso obligado para cualquier pintor de la época, donde residió entre 1699 y 1706, principalmente en Roma, pero también visitó a otras ciudades del norte de aquel país.
Aunque su dedicación principal fue la «pintura de historia», ocupado en asuntos religiosos, mitológicos o históricos, trató también los temas ligeros con escenas de la vida cotidiana (fêtes galantes) a la manera de Antoine Watteau.
De regreso en Francia, en 1708 ingresó en la Academia. Entre 1724 y 1737, trabajó en Versalles y Fontainebleau, y diseñó cartones para las manufacturas de Gobelinos (Historia de Ester, Historia de Jason). En 1727 recibió junto con François Lemoyne el primer premio del «Grand Concours» organizado por el duque de Antin, director de las obras reales, por su cuadro del Reposo de Diana (óleo sobre tela, 130 x 196, Museo de Bellas Artes de Nancy).
En 1738 fue nombrado director de la Academia de Francia en Roma, donde murió en 1752. Entre sus alumnos destacan Marianne Loir y Antoine Favray, pero también Tadeusz Kuntz.

## Obras
- Le Christ devant Pilate
- Le Dédain de Mardochée envers Aman
- Le Triomphe de Mardochée
- L'Evanouissement d'Esther
- Un déjeuner de chasse
- Déjeuner d'huîtres
- Repos de Diane
- Diane changeant Actéon en Cerf
- Avant le bal
- Le bienheureux Jérôme Emilien présentant des enfants à la Vierge